# Liste der Wasserschutzgebiete im Landkreis Reutlingen
In der Liste der Wasserschutzgebiete im Landkreis Reutlingen sind Wasserschutzgebiete (WSG) im Landkreis Reutlingen in Baden-Württemberg aufgeführt. Sie ist nach den offiziellen WSG-Nummern sortiert. In den Wasserschutzgebieten gelten für die Gewässer (Grundwasser, oberirdische Gewässer) besondere Ge- und Verbote, um das Wasser vor Verunreinigungen zu schützen. Die für die Wasserschutzgebiete zuständige Dienststelle ist das Landratsamt des Landkreises Reutlingen.
Diese Liste ist Teil der übergeordneten Liste der Wasserschutzgebiete in Baden-Württemberg und erhebt keinen Anspruch auf Vollständigkeit.

## Geschichte
Der Landkreis Reutlingen macht jährlich Angaben zur Entwicklung der Nitratkonzentrationen in den einzelnen Wasserschutzgebieten und erlässt für das folgende Jahr entweder Auflagen für Landwirte oder lockert bisherige Bewirtschaftungsauflagen auf der Grundlage der seit 1988 geltenden Schutzgebiets- und Ausgleichsverordnung (SchALVO) des Landes Baden-Württemberg. Diese Verordnung wurde zum 1. März 2001 novelliert. Neben der Einhaltung bestimmter Nitrat-Boden-Werte, die jährlich vom 15. Oktober bis 15. November gemessen werden, ist im Rahmen der SchALVO unter anderem vorgeschrieben, dass in den Wasserschutzgebieten Düngung und Pflanzenschutzmaßnahmen nach guter fachlicher Praxis erfolgen müssen, um das Grundwasser vor Beeinträchtigung durch Stoffeinträge aus der Landbewirtschaftung zu schützen.

## Wasserschutzgebiete im Landkreis Reutlingen
Grundlage: Daten aus dem Umweltinformationssystem (UIS) der LUBW Landesanstalt für Umwelt Baden-Württemberg

| WSG-Nr. | WSG-Name                       | Hauptgemeinde         | Lage | Fläche (Hektar) | Datum (Rechtsverordnung) | Bild                         |
| ------- | ------------------------------ | --------------------- | ---- | --------------- | ------------------------ | ---------------------------- |
| 415001  | Schaichtal                     | Walddorfhäslach       | ⊙    | 5,40            | 1967-08-28               | Pumpstation (weitere Bilder) |
| 415003  | Hori.-Brunnen Pliezhausen      | Pliezhausen           | ⊙    | 22,88           | 1961-10-17               | (weitere Bilder)             |
| 415004  | Burris                         | Riederich             | ⊙    | 9,62            | 1963-01-30               |                              |
| 415005  | Glemser Quellen                | Metzingen             | ⊙    | 337,73          | 1981-02-26               |                              |
| 415006  | Schwalbenstadt / Au            | Dettingen an der Erms | ⊙    | 61,85           | 1983-04-07               |                              |
| 415007  | Uracher Bleiche                | Bad Urach             | ⊙    | 19,01           | 1980-04-25               |                              |
| 415008  | Vorderer Brühl                 | Bad Urach             | ⊙    | 29,72           | 1977-11-09               |                              |
| 415009  | Forstbrunnen                   | Bad Urach             | ⊙    | 224,89          | 1971-05-26               |                              |
| 415012  | Waidmannstal                   | Gomadingen            | ⊙    | 180,79          | 1964-09-02               |                              |
| 415014  | Grafenecker See                | Gomadingen            | ⊙    | 175,62          | 1964-11-04               |                              |
| 415015  | Samariterstift                 | Gomadingen            | ⊙    | 22,96           | 1971-05-24               |                              |
| 415016  | Hölzlesbrunnen                 | Münsingen             | ⊙    | 868,57          | 1965-02-15               |                              |
| 415018  | Brunnen Anhausen               | Hayingen              | ⊙    | 412,99          | 1971-11-05               |                              |
| 415021  | Neunbrunnen                    | Zwiefalten            | ⊙    | 178,88          | 1998-11-05               |                              |
| 415027  | Oberes Echaztal                | Lichtenstein          | ⊙    | 9496,35         | 1976-10-18               |                              |
| 415028  | Brunnen Unterhausen            | Lichtenstein          | ⊙    | 60,63           | 1977-11-24               |                              |
| 415029  | Judenbrunnen                   | Eningen unter Achalm  | ⊙    | 622,06          | 1982-03-18               |                              |
| 415031  | Bodenloser Brunnen             | Gomadingen            | ⊙    | 132,14          | 1984-06-04               |                              |
| 415033  | Kaltental                      | Grabenstetten         | ⊙    | 205,66          | 1986-10-15               |                              |
| 415034  | Ramstel Quelle / Brunnen Brühl | Reutlingen            | ⊙    | 598,62          | 1986-12-01               |                              |
| 415035  | Kesselbrunnen / Kohlplatte     | Zwiefalten            | ⊙    | 7479,12         | 1987-02-16               |                              |
| 415102  | Urach Brunnen I - III          | Bad Urach             | ⊙    | 393,05          | 1989-03-07               |                              |
| 415103  | Georgenau                      | Bad Urach             | ⊙    | 200,15          | 1989-03-07               |                              |
| 415110  | Schlosshaldenquelle            | Sonnenbühl            | ⊙    | 307,59          | 1989-02-03               |                              |
| 415111  | Grafental                      | Trochtelfingen        | ⊙    | 590,79          | 1990-06-11               |                              |
| 415117  | Obere Fischerquelle            | Münsingen             | ⊙    | 2416,10         | 1997-11-26               |                              |
| 415119  | Glastal                        | Pfronstetten          | ⊙    | 10698,05        | 1994-06-22               |                              |
| 415125  | Lautertal                      | Gomadingen            | ⊙    | 2282,41         | 1992-11-19               |                              |
| 415202  | Kalter Brunnen                 | Pliezhausen           | ⊙    | 88,32           | 1996-10-14               |                              |
| 415203  | Gutsbezirk                     | Gutsbezirk Münsingen  | ⊙    | 12198,26        | 2003-05-05               |                              |
| 415210  | Brudergärtle                   | Lichtenstein          | ⊙    | 129,86          | 1989-02-03               |                              |
| 415211  | Seckachtal                     | Trochtelfingen        | ⊙    | 3090,84         | 1989-06-26               |                              |
| 415212  | Laucherttal                    | Trochtelfingen        | ⊙    | 1290,85         | 1992-12-10               |                              |